# Der Meisterdetektiv (film 1944)
Der Meisterdetektiv è un film del 1944 diretto da Hubert Marischka.

## Trama
Theobald Langendorff, un proprietario terriero, volendosi tutelare nei confronti di Matthesius, un suo vicino che lui teme possa interferire nei suoi affari, assume l'investigatore privato Bruch. Intanto, il nipote di Theobald, progettando di sposarsi con Ilse, una ballerina, vorrebbe entrare in possesso della propria parte di eredità. Per ottenerla, però, tutti i membri della famiglia devono essere d'accordo. Il giovane Helmut si trova davanti l'ostacolo di Julia, la sorella di Theobald, che gli rifiuta il proprio consenso. Lui, allora, chiede l'aiuto dello zio Hans-Heinz che minaccia di pubblicare le sue memorie che hanno come protagonisti i membri della famiglia. La questione agita un po' tutti ma Ilse, stufa di aspettare che la situazione si risolva, chiama il suo agente, decisa a firmare un nuovo contratto. Helmut, allora, carica in macchina la scrofa di casa, minacciando di portarla al macello. Gli animi, a quel punto, si quietano e, finalmente, la pace ritorna in famiglia.

## Produzione
Il film fu prodotto dalla Berlin-Film. Venne girato nei dintorni di Berlino dall'inizio di maggio al luglio 1943.

## Distribuzione
Distribuito dalla Deutsche Filmvertriebs (DFV), il film fu presentato al BTL Potsdamer Straße di Berlino il 10 luglio 1944.